# Rotterdam

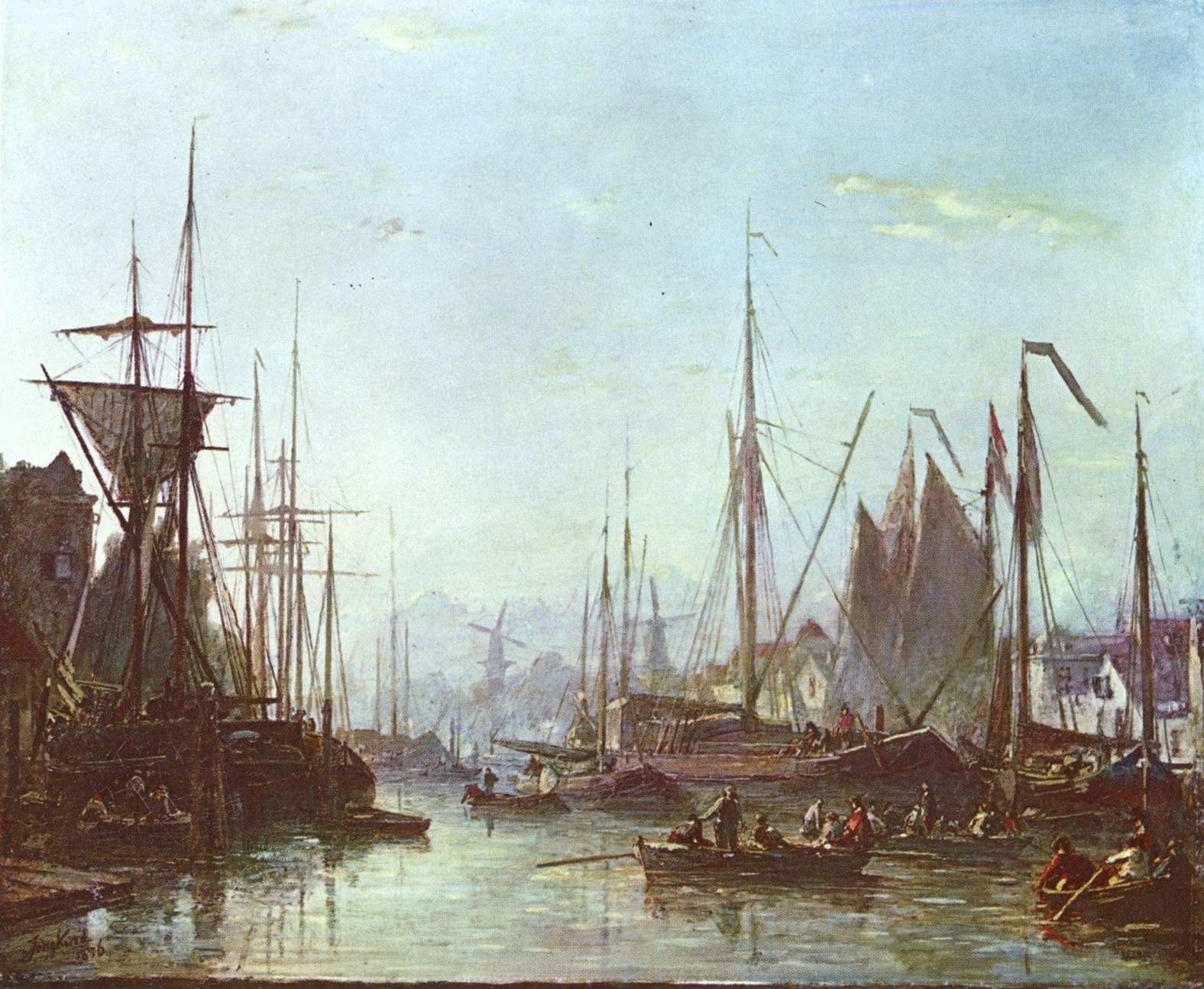
Přístav roku 1856 na malbě od Johana Bartholda Jongkinda

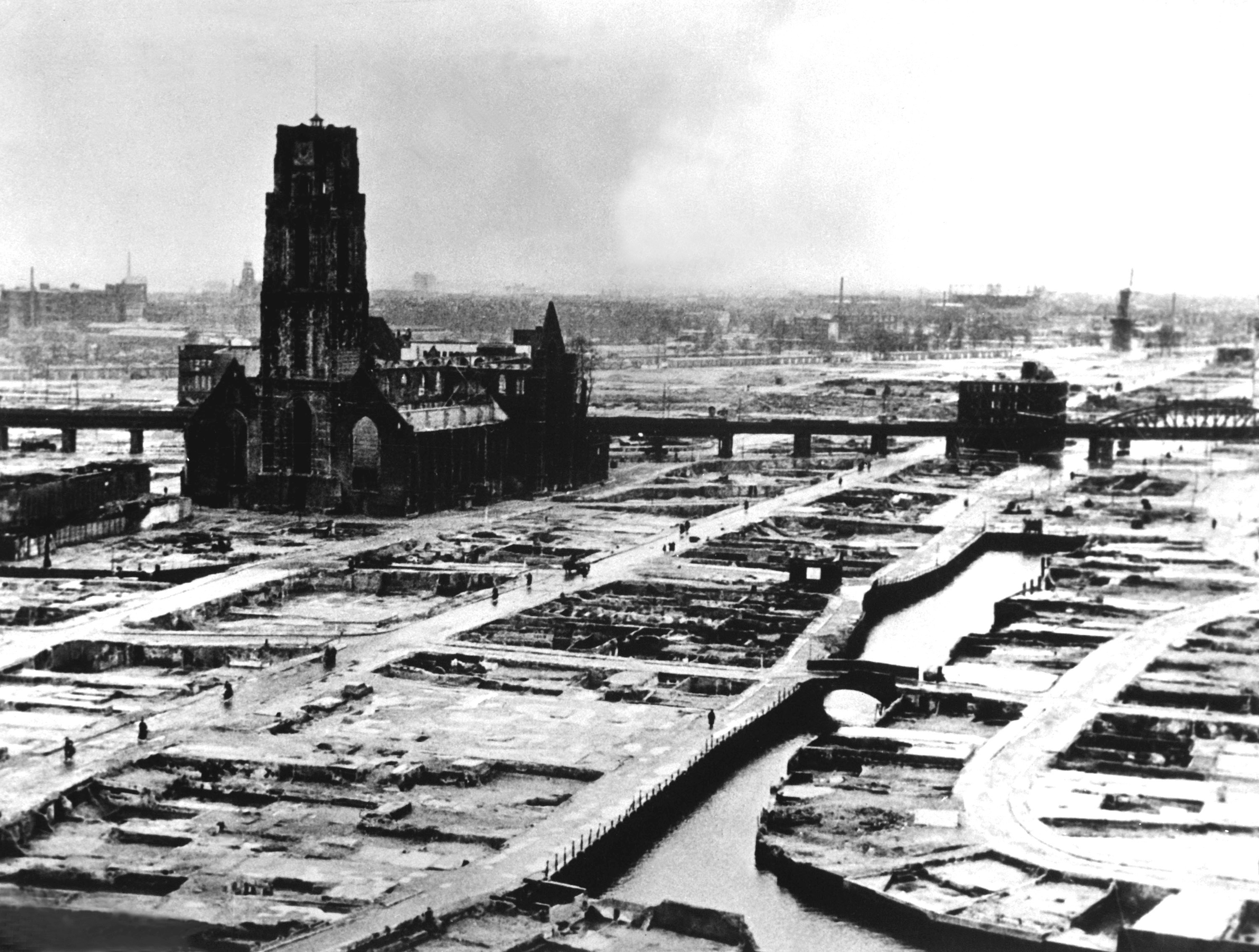
Rotterdam po bombardování Luftwaffe v květnu 1940

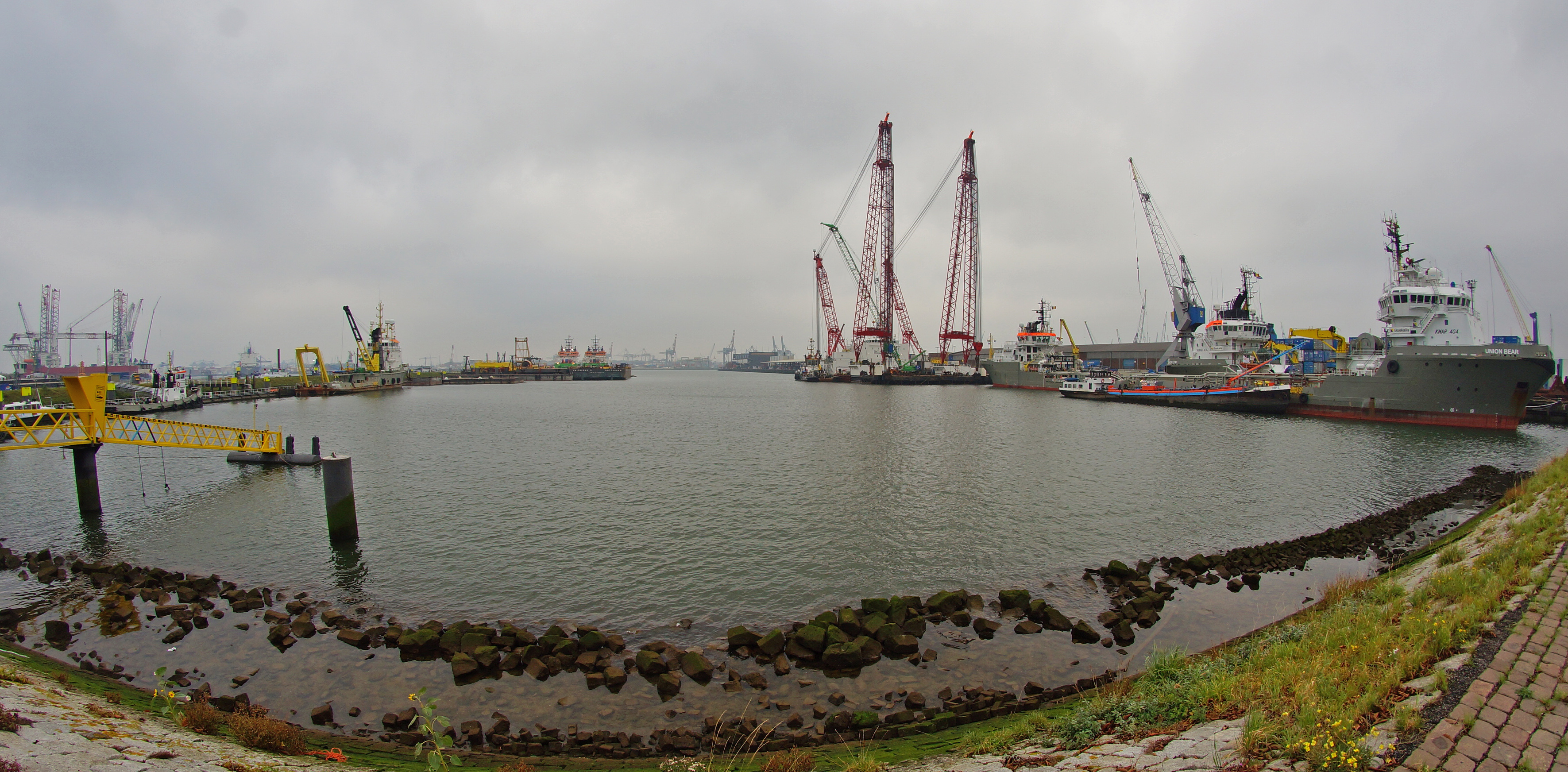
Pohled na přístav

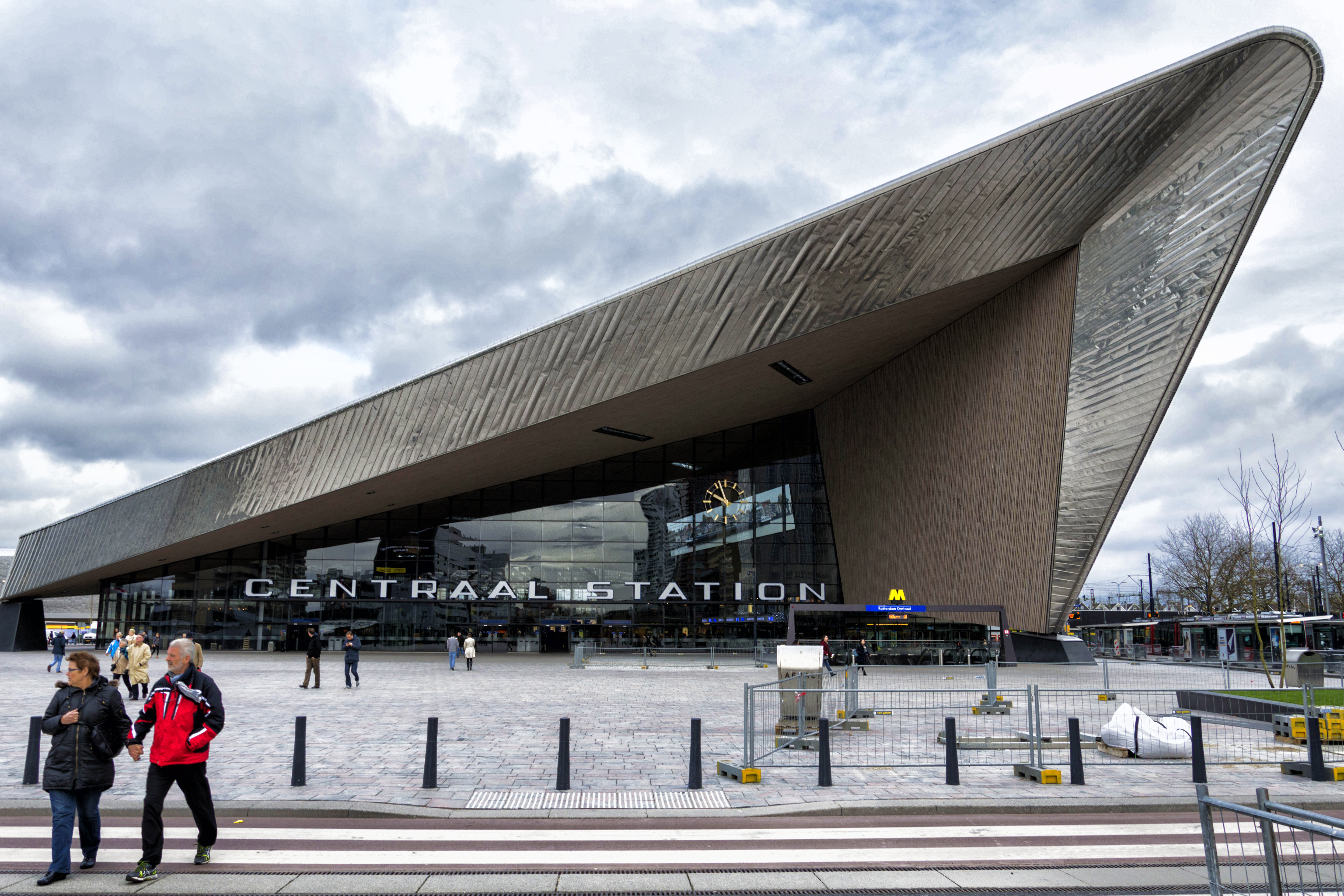
Rotterdam hlavní nádraží

Rotterdam je druhé největší město Nizozemska. Žije zde přibližně 664 tisíc obyvatel.
Jedná se také o největší přístav Evropy (do roku 2004, kdy ho předstihla Šanghaj, i světa), město moderní architektury (např. továrna Van Nelle, světové kulturní dědictví UNESCO) a zároveň město velkého historického významu. Známý je zdejší přístavní komplex rotterdamského přístavu, který je druhý největší na světě (první v Evropě). V centru města se nachází Námořní muzeum, dokumentující historii přístavu a stavby lodí. Městem protéká Nová Máza – jedno z ramen delty Rýna do Severního moře.
Po Rotterdamu jsou pojmenována města ve Spojených státech, Jižní Africe a Surinamu, která byla pojmenována nizozemskými usedlíky.

## Historie
Město bylo velkoryse založeno na pravoúhlém půdorysu kolonizátory roku 1230. Status města mu však byl udělen až v roce 1340 hrabětem Vilémem IV. Holandským. V polovině 12. století byl v Rotterdamu dokončen vodní kanál, což z něj učinilo námořní a obchodní centrum, díky kterému získal Rotterdam přístup k okolním významným městům a mohl se tak urbanizovat. Město se pak postupně stávalo významným dopravním uzlem v Nizozemí a stal se pravidelnou zastávkou pro mnoho obchodních lodí, zejména z Anglie, Francie a později i Německa.
Během první světové války bylo Nizozemsko neutrální, ale Rotterdam byl oběma stranami využíván pro špionážní účely a také jako útočiště pro Němce, prchající před armádami Trojdohody. V květnu 1940 bylo Nizozemsko napadeno Nacistickým Německem. 14. května Němci dali nizozemské vládě ultimátum, aby se země vzdala, jinak bude Rotterdam bombardován. 15. května Nizozemsko kapitulovalo, ale bombardéry již byly na cestě a rozkaz o zrušení útoku k nim včas nedorazil. Luftwaffe město bombardovala 90 minut a téměř všechny budovy v historickém jádru byly srovnány se zemí. Zemřelo přibližně 900 lidí. Po válce bylo město, zčásti z financí Marshallova plánu, obnoveno a centrum přestavěno. Proto je střed města od roku 1945 zastavován moderními výškovými budovami, odlišnými od holandských nízkých cihlových domů.

## Obyvatelstvo
Rotterdam je jedním z nejvíce etnicky rozmanitých měst v Evropě. Více než polovinu celého obyvatelstva tvoří přistěhovalci nenizozemského původu. Mezi ně patří i současný starosta ze Strany práce Ahmed Aboutaleb, který je původem z Maroka. Nejčetnějšími menšinami v Rotterdamu jsou Surinamci, Turci a Maroko. Město je také domovem nemalého počtu přistěhovalců z bývalého východního bloku, zejména z Polska a bývalé Jugoslávie.
46,7% obyvatel tvoří ateisté nebo lidé bez přiznaného náboženského vyznání. Nejrozsáhlejší náboženská komunita jsou římští katolíci, kteří tvoří 18,7%. Druhým nejrozšířenějším náboženstvím je islám, převážně sunnitský, který se ve městě rozšířil s příchodem imigrantů ze středního východu a severní Afriky. Muslimové tvoří 13,1% obyvatel. Ty následuje tradiční nizozemská protestantská církev, jejíž věřící tvoří 10,5% obyvatel města. Zbytek tvoří hinduisté, buddhisté, ostatní křesťanské církve a Židé, jejichž počet se drasticky snížil během Holocaustu.

## Doprava
Rotterdam má vlastní vlakovou dopravu, autobusy, tramvaje a systém metra o pěti linkách. Kvůli své poloze ve městě funguje také vlastní síť vodních taxi a jiné vodní dopravy. Autobusovou dopravu do regionů a napříč městem spravují kromě národních dopravců i soukromé společnosti, například francouzská Veolia Transport a britská Arriva. Ve městě je také rozvinutá cyklistika a nacházejí se zde půjčovny běžných bicyklů a elektrokol.

## Turistika
Turisticky atraktivní je vyhlídka na přístavní město z vyhlídkové věže Euromast, vysoké 185 metrů. Její výtah jezdí až na vrchol věže nebo do restaurace Panorama, nacházející se ve výšce 100 metrů. Populární je rovněž Erasmusbrug – moderní most spojující severní a jižní Rotterdam. Východně od města se nachází skupina větrných mlýnů v Kinderdijk-Elshout.

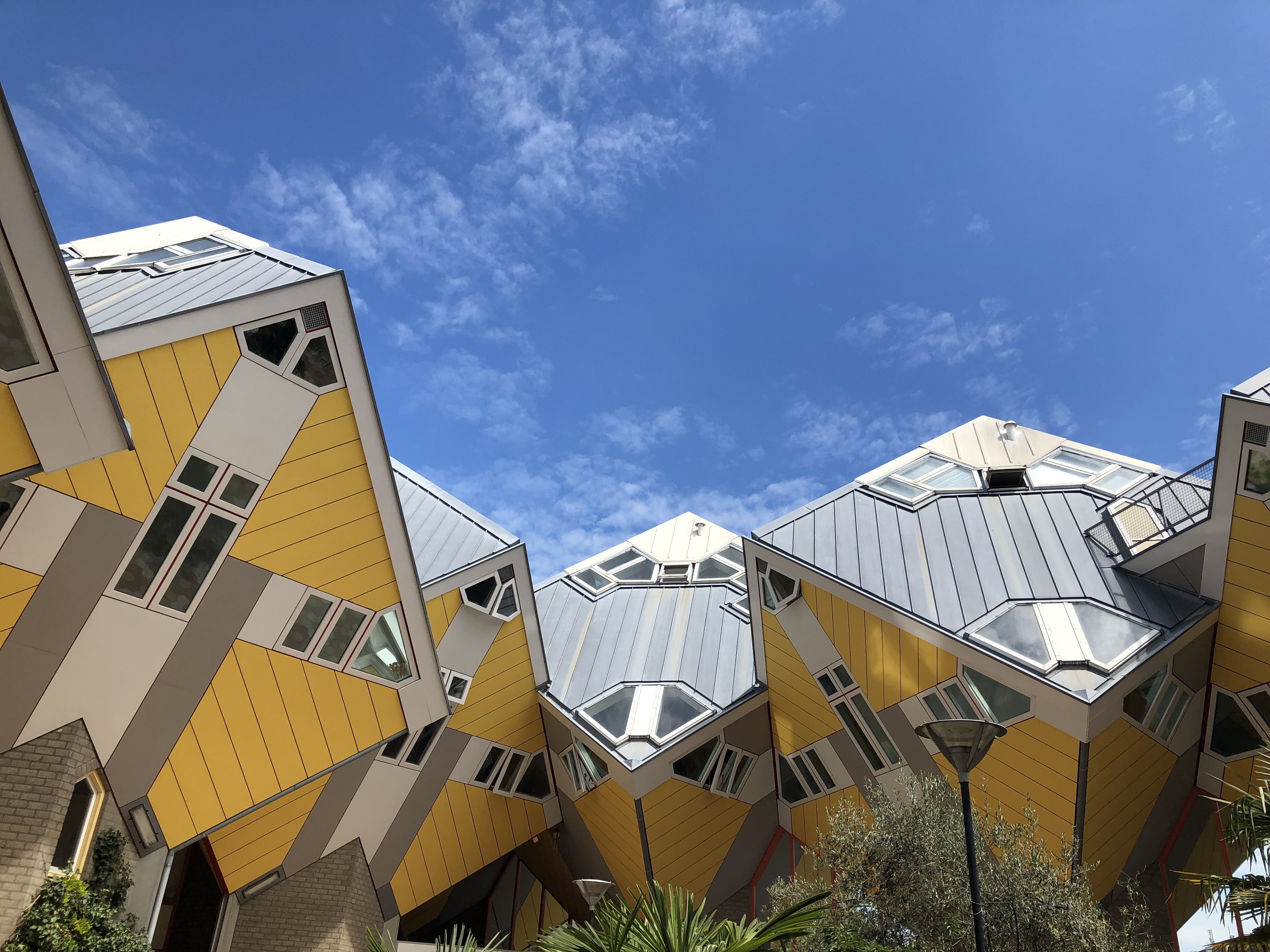
Krychlové domy v Rotterdamu

Jedna ze kuriozit v Rotterdamu jsou nekonvenční krychlové domy. Jde o projekt Kubuswoningen architekta Pieta Bloma ze sedmdesátých let. Kubuswoningen jsou tvořeny 38 domky, které tvoří neobvyklou formaci - vypadají, že jsou postaveny na špičce domu. Třicet sedm domků patří do soukromého vlastnictví, některé jsou opravdu obydlené a některé se pronajímají zájemcům k ubytování - jedna noc vyjde zhruba na 2000 korun. V jedné krychli se nachází muzeum.

## Muzea
Další atrakci představuje Museumpark – muzejní budovy volně navazující v pásu městské zeleně. Z nich nejvýznamnější a po amsterdamském Rijksmuseu druhé největší muzeum umění v Holandsku je Museum Boijmans Van Beuningen, jehož sbírky ve třech patrech dvou budov na ploše 12 000 metrů čtverečních zahrnují deskové malířství a sochařství od rané italské gotiky (Fra Angelico, Lorenzo Monaco), přes pozdní gotiku (Van Eyckové, Hans Memling, Jan van Scorel), olejomalby vlámských mistrů renesance (Hieronymus Bosch, Pieter Breughel, německou renesanci (Hans Memling), nizozemské mistry raného baroka (Rembrandt, Frans Hals, P. P. Rubens, Anton van Dyck, Jan Steen, Adriaen van Ostade), mistry italské (Tizian, Tintoretto) a španělské (Murillo, Goya), moderní malbu závěru 19. a počátku 20. století (Monet, Gauguin, Van Gogh), symbolismus (Odilon Redon), expresionismus, kubismus a jiné -ismy (mj. Picasso, Kandinsky) až po surrealisty (Giorgio de Chirico, René Magritte, Hans Arp, Salvator Dalí). Umělecká řemesla a design jsou zastoupena od 13. století po avantgardní směry 20. století zejména nábytkem, sklem, porcelánem, delftskou keramikou, stříbrnictvím a textiliemi. Kromě toho je na krátkodobých výstavách prezentováno současné umění.
Moderní umění vystavuje Kunsthal Rotterdam, Witte de With, Tent,Chabot Museum
a řada soukromých galerií. Bohatou sbírku fotografií má Nederlands fotomuseum. Architektuře v Nizozemí, zejména od secese po současnost, se věnuje Nederlands Architectuurinstituut (NAI).

## Sport
Ve městě působí fotbalové kluby Feyenoord a Sparta Rotterdam. Každoročně se v Rotterdamu koná tenisový turnaj Rotterdam Open a maratonský běh NN Rotterdam Marathon.

## Kultura a školství
Město bývá každoročním dějištěm kulturních událostí, jako je Mezinárodní filmový festival Rotterdam, konající se v lednu. V září se ve městě konají oslavy ku příležitosti světových dnů přístavů.
Školství na nejvyšší úrovni reprezentuje Erasmus University - univerzita Erasma Rotterdamského.

## Osobnosti
- Erasmus Rotterdamský (1467–1536), filozof a humanista
- Jacobus Henricus van 't Hoff (1852–1911), teoretický chemik, držitel Nobelovy cenu za chemii za rok 1901
- Hendrik Kramers (1894–1952), fyzik, Člen Nizozemské akademie věd
- Willem de Kooning (1904–1997), abstraktní expresionistický malíř
- Bep van Klaveren (1907–1992), boxer, olympijský vítěz z LOH 1928
- Willy den Oudenová (1918–1997), plavkyně, olympijská medailistka
- Rie Mastenbroeková (1919–2003), plavkyně, trojnásobná olympijská vítězka
- Rita Reys (1924–2013), jazzová zpěvačka
- Edsger Dijkstra (1930–2002), informatik
- Ruud Lubbers (1939–2018), křesťanskodemokratický politik, předseda vlády Nizozemska v letech 1982–1994
- Rem Koolhaas (* 1944), architekt, teoretik a urbanista
- Sonny Silooy (* 1963), bývalý fotbalový obránce a reprezentant
- Winston Bogarde (* 1970), bývalý fotbalový obránce
- Richard Krajicek (* 1971), bývalý profesionální nizozemský tenista českého původu
- Ferry Corsten (* 1973), DJ, producent a remixer
- Giovanni van Bronckhorst (* 1975), fotbalový reprezentant
- Raemon Sluiter (* 1978), tenista
- Robert Doornbos (* 1981), pilot Formule 1
- Robin van Persie (* 1983), fotbalista

## Partnerská města
- Antverpy, Belgie (1940)
- Baltimore, USA (1985)
- Basilej, Švýcarsko (1945)
- Bratislava, Slovensko (1991)
- Budapešť, Maďarsko (1991)
- Burgas, Bulharsko (1976)
- Constanța, Rumunsko (1976)
- Drážďany, Německo (1988)
- Duisburg, Německo (1950)
- Durban, Jihoafrická republika (1991)
- Esch-sur-Alzette, Lucembursko (1958)
- Gdaňsk, Polsko (1977)
- Havana, Kuba (1983)
- Jakarta, Indonésie (1983)
- Kingston upon Hull, Spojené království (1936)
- Kolín nad Rýnem, Německo (1958)
- Kóbe, Japonsko (1967)
- Lille, Francie (1958)
- Lutych, Belgie (1958)
- Norimberk, Německo (1961)
- Oslo, Norsko (1945)
- Petrohrad, Rusko (1984)
- Praha, Česko (1991)
- Prefektura Ósaka, Japonsko (1984)
- Pusan, Jižní Korea (1987)
- Seattle, USA (1969)
- Šanghaj, Čína (1979)
- Tokio, Japonsko (1989)
- Turín, Itálie (1958)